# 농부사관학교
《농부사관학교》는 대한민국의 방송사인 Wavve와 SBS 모비딕 독점한 드라마이다.

## 기획 의도
국내 유일 국립 농수산대학에 모인 각양각색의 청춘남녀들이 펼치는 본격 친환경 캠퍼스 드라마.

## 방송 정보
- 방송 시간
  - 시즌 1 : 매주 토요일 밤 12시 20분 (SBS TV, 2회 연속방송 / 4부작)
  - 시즌 2 : 매주 일요일 밤 12시 5분 (SBS TV, 4부작)
- 방송 기간
  - 시즌 1 : 2019년 3월 30일 ~ 2019년 4월 6일
  - 시즌 2 : 2019년 12월 15일 ~ 2020년 1월 5일

## 출연진
- 윤보미
- 이태환
- 이민지

### 그 외 인물
- 현민우 : 다운 역
- 김시은 : 아름 역
- 이정식 : 이해승 역
- 최지수 : 소율 역

## 제작진
- 기획 : 박재용
- 연출 : 김다영
- PD : 감도경, 정혜영
- 극본 : 이윤보

## 시청률
최저 시청률과 최고 시청률은 시청률 조사회사와 지역별로 시청률에 차이가 있을 수 있습니다.
| 회차 | 방송일   | 시청률         |
| 회차 | 방송일   | AGB 닐슨(전국) |
| ---- | -------- | -------------- |
| 1회  | 3월 30일 | 1.6%           |
| 2회  | 4월 6일  | 1.4%           |